# فرانکلین کلوویس آنزیت
فرانکلین کلوویس آنزیت (انگلیسی: Franklin Clovis Anzité؛ زادهٔ ۲ نوامبر ۱۹۸۵) بازیکن فوتبال اهل جمهوری آفریقای مرکزی است.
از باشگاه‌هایی که در آن بازی کرده‌است می‌توان به باشگاه فوتبال سوئیندون تاون، باشگاه فوتبال هوم یونایتد، باشگاه فوتبال ویموث، باشگاه فوتبال ساموت سونگخرام، و باشگاه فوتبال آژاکسیو اشاره کرد.
وی همچنین در تیم ملی فوتبال جمهوری آفریقای مرکزی بازی کرده‌است.